# 痒疹
痒疹 （ようしん）とは、結節・丘疹が主体の湿疹の一つである。病態の推移により急性・慢性に分けられ、それぞれ急性痒疹（きゅうせいようしん）・慢性痒疹（まんせいようしん）と呼ぶ。現時点では、独立した疾患という正式な概念として明確に皮膚科学会では決まっているわけではないが、症状が同じ経過群を一つの病態として認めることも可能であるとのことで検討されており、今後の課題になっている。一方、下記記載の結節性痒疹・妊娠性痒疹の概念は正式に認められている。なお、結節・丘疹の一つ一つを痒疹結節（ようしんけっせつ）という言葉を使って表現することがある。

## 症状
融合傾向のない散在した結節・丘疹が特徴的である。一般的に掻痒は非常に強いとされる。強い色素沈着も起きる。

## 原因

### 急性痒疹
ストロフルス (Strophlus)・丘疹性蕁麻疹と同義である。主に、子供の虫刺症の痒みで掻いているうちに出現するというパターンが多い。

### 慢性痒疹
結節性痒疹（けっせつせいようしん）ともいう。主に、アトピー性皮膚炎や高齢者の慢性湿疹に続発することがある。

### 妊娠性痒疹
妊娠3~4ヶ月以降（妊娠中期）に主として四肢伸側に激しい発作性の掻痒が生じ、掻痒を伴う丘疹が四肢・腹部・背部に多発する病態である。初回妊娠でも発症することがあるが、ほとんど2回目以降の妊娠で発症するという特徴がある。一般に出産の度に再発を繰り返すのが多い。また、出産後は軽快するのも特徴である。アトピー性皮膚炎に多いとの報告があり、関連性については研究中である。

## 治療
痒疹の内部では非常に強い炎症反応が起きており、難治性である。外用剤としてステロイド外用薬が使われる。その他、痒みが強い場合は抗アレルギー薬の内服を行う。なお、妊娠性の場合は胎児への影響も考え、内服は控えることが多い。